# Let (film)
Let (v anglickém originále Flight) je americký dramatický film z roku 2012. Režisérem snímku je Robert Zemeckis. Hlavní role ztvárnili Denzel Washington, Don Cheadle, Kelly Reillyová, Bruce Greenwood a John Goodman. Vypráví příběh pilota dopravního letadla, který při havárii odvážným manévrem zachránil většinu cestujících, v průběhu vyšetřování však vychází najevo další okolnosti. Americká premiéra filmu se odehrála 14. října 2012, do českých kin snímek uvedla společnost Bontonfilm od 21. února následujícího roku.

## Děj
Zkušený kapitán dopravního letadla Whip Whitaker (Denzel Washington) je rozvedený a užívá si života. Po několika hodinách spánku ještě s dojezdem předchozího bujarého večera sedne do kokpitu se 102 lidmi na palubě a vzlétá směr Atlanta. Úspěšně proletí bouřkou s turbulencemi, aniž by hnul brvou, předá pak řízení druhému pilotovi a odchází si dát džus s potajmo přimíchaným panákem vodky. Na chvíli si v kabině zdřímne, když ho však ze spánku vytrhne příkré klesání stroje. S chladným klidem opět převezme řízení, snaží se letadlo stabilizovat a takřka zázračným manévrem, kdy obrátí stroj vzhůru nohama, se mu podaří nouzově přistát v polích. Zachrání tak od jisté smrti většinu lidí na palubě, nepřežijí jen 4 cestující a 2 členky posádky. Mediálně je z něj hrdina.
V nemocnici se seznámí s drogově závislou pacientkou Nicole (Kelly Reillyová), když se vykrade na nouzové schodiště kouřit. Brzy ho však navštíví vyšetřovatelé nehody a postupně začíná vyčerpávající martyrium. Charlie Anderson (Bruce Greenwood), jenž dříve s Whipem pilotoval u námořnictva a nyní dělá zástupce leteckých odborů, jej pozve na setkání s advokátem Hugh Langem (Don Cheadle), který mu sdělí, že Národní letecká bezpečnostní agentura (NTSB) vyšetřující nehodu našla v jeho krevních testech stopy kokainu a alkoholu. Jeho hrdinská aura dostane značné trhliny. Právník se chystá zprávu s krevními testy zpochybnit a vše vypadá poměrně nadějně.
Whip má však vytrvalé potíže s alkoholem, ačkoli se s nimi snaží ve světlých chvílích bojovat. Navštíví Nicole zrovna v situaci, kdy ji majitel vyhazuje z domu, a tak ji vezme k sobě do otcovy dřívější práškovací firmy, kde nyní přebývá. Ta pro něj najde pochopení, ale později ho opustí s obavou, že by ji mohl stáhnout zpět k pití. Po dalších peripetiích ho k sobě vezme Anderson a podaří se mu udržet Whipa dál od alkoholu. Večer před oficiálním slyšením NTSB je však ubytován na hotelu, kde „vinou“ hotelového minibaru opět podlehne pokušení. Ráno ho objeví Anderson s Langem ve zbědovaném stavu a je povolán Whipův drogový dealer Harling Mays (John Goodman) s dodávkou „vyprošťováku“, aby ho uvedl do provozuschopného stavu.
Slyšení se pak vyvíjí překvapivě příznivě až do chvíle, kdy ho vyšetřovatelka Ellen Blocková konfrontuje s nutností vyjádřit přesvědčení, že lahvičky vodky nalezené v odpadkovém koši letadla vypila letuška Márquezová. Ve zlomové chvíli Whipovi dojde odhodlání zapírat svůj alkoholismus a ke všemu se přizná.
Filmový střih pak uvádí diváky do věznice, kde pilot vypráví celý tento příběh spoluvězňům. Dává do pořádku svůj vztah se synem a nelituje, že přestal s celoživotním lhaním o svém alkoholismu – naopak se poprvé cítí svobodný.

## Obsazení
| Denzel Washington   | William „Whip“ Whitaker, první pilot                      |
| Don Cheadle         | Hugh Lang, advokát, odborník na trestné činy z nedbalosti |
| Kelly Reillyová     | Nicole Maggenová, drogově závislá pacientka z nemocnice   |
| Bruce Greenwood     | Charlie Anderson, zástupce odborů a Whipů bývalý kolega   |
| John Goodman        | Harling Mays, drogový dealer                              |
| Melissa Leo         | Ellen Blocková, vyšetřovatelka NTSB                       |
| Tamara Tunie        | Margaret Thomasonová, hlavní letuška                      |
| Nadine Velazquezová | Katerina Márquezová, letuška                              |
| Piers Morgan        | žurnalista, hraje sám sebe (cameo)                        |

## Přijetí
Film s produkčním rozpočtem kolem 31 milionu dolarů byl uveden do kin společností Paramount Pictures 2. listopadu 2012. Byl jednou ze tří hlavních premiér onoho víkendu, nikoli nejúspěšnější. Tou se stal v návštěvnosti s velkým náskokem animovaný Raubíř Ralf (Wreck-It Ralph), který na vstupném utržil 49 milionů dolarů, zatímco Let obsadil druhou příčku s 24,9 milionu a akční Pěsti ze železa (The Man with the Iron Fists) skončily až na čtvrtém místě s pouhými 7,9 milionu, přičemž je předstihlo ještě čtvrtým týdnem reprízované Argo s 10,2 milionu dolarů.

## Ocenění
Denzel Washington byl za svou roli nominován na Oscara, Zlatý glóbus a SAG Award. John Gattins byl nominován na Oscara v kategorii nejlepší scénář.